# Elvebakkekyrkan
Elvebakkekyrkan är en kyrkobyggnad i Alta i Norge, belägen vid Elvebakken. 

## Kyrkobyggnaden
Kyrkan byggdes 1964 efter ritningar av arkitekten Håkon Soltveit. Det är en långhuskyrka byggd av armerad betong med innerväggar av trä. Taket är täckt av skiffer, förutom tornets tak som är av koppar. Kyrkorummet, som rymmer 224 sittplatser, är sammanbyggt med en församlingssal med plats för 100 personer. 